# Loga (Neschwitz)

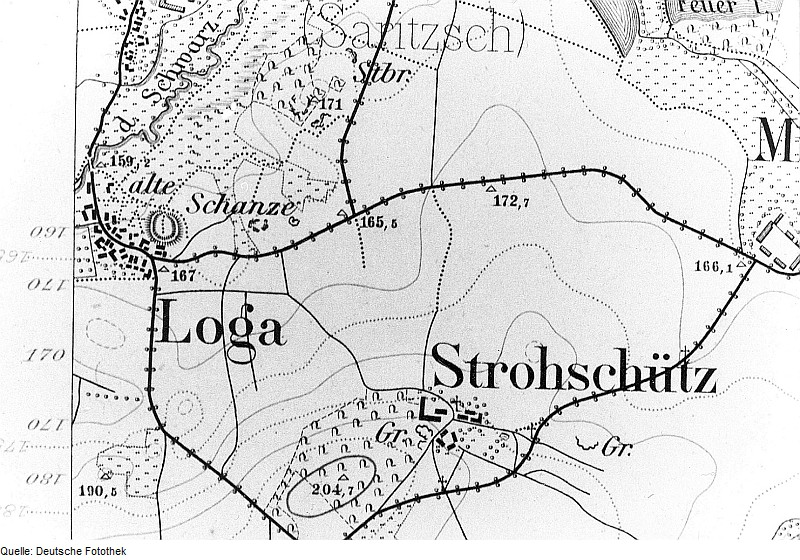
Loga auf dem Messtischblatt von 1884

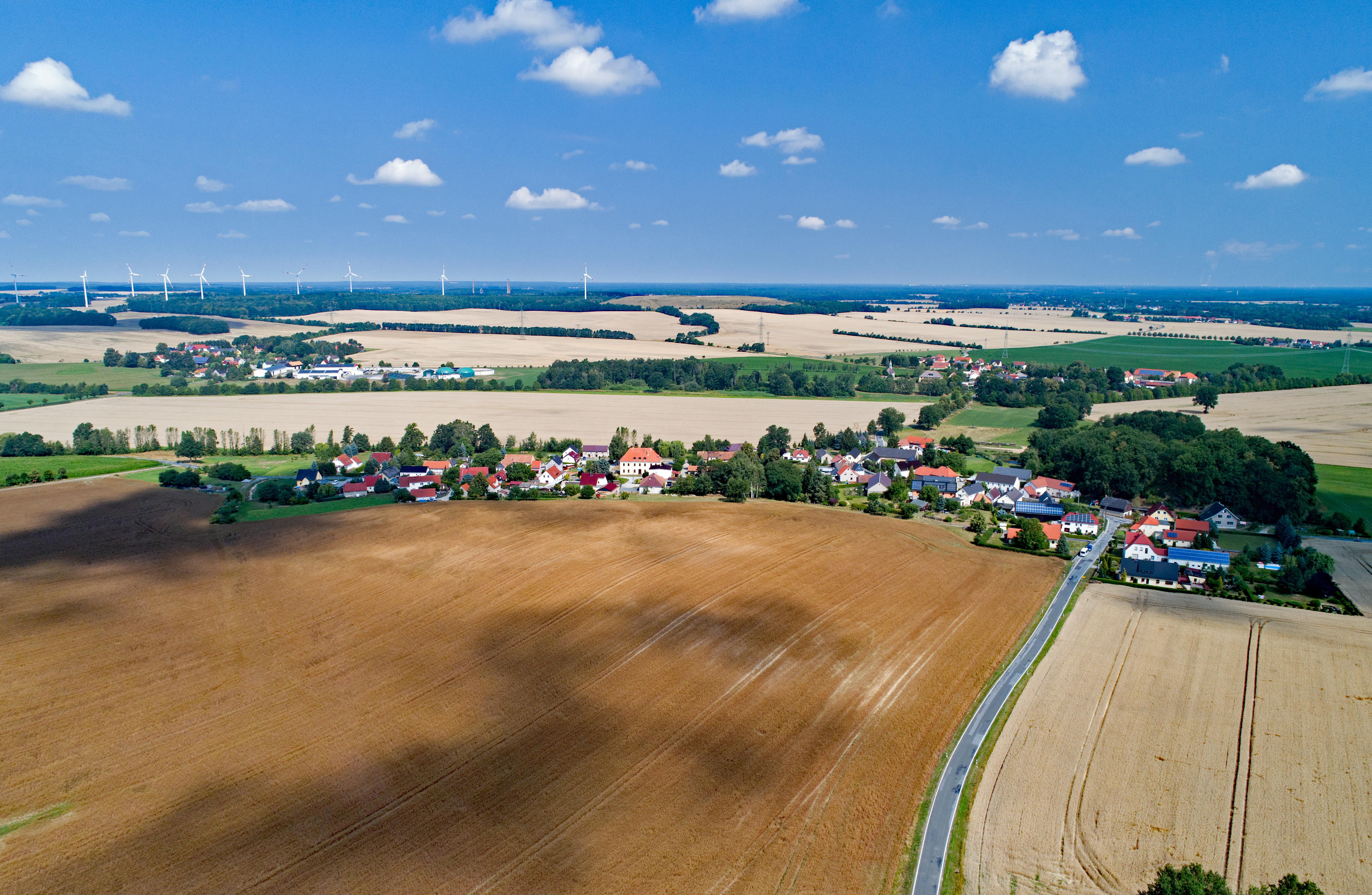
Luftbild

Loga, obersorbisch Łahowⓘ, ist ein Ort im Zentrum des Landkreises Bautzen in Ostsachsen und gehört seit 1993 zur Gemeinde Neschwitz. Der Ort zählt zum offiziellen sorbischen Siedlungsgebiet in der Oberlausitz.

## Geografie
Loga befindet sich etwa neun Kilometer nordwestlich der Großen Kreisstadt Bautzen in der Talaue des Schwarzwassers, das hier von Süden kommend in Richtung Schwarze Elster fließt. Die Umgebung ist hügelig. In Richtung Schmochtitz befindet sich der 204,2 m hohe Hügel mit dem Namen Roter Berg.
Die Nachbarorte sind Saritsch im Norden, Milkwitz im Osten, Strohschütz im Südosten, Dreikretscham im Südwesten und Pannewitz im Nordwesten.

## Geschichte

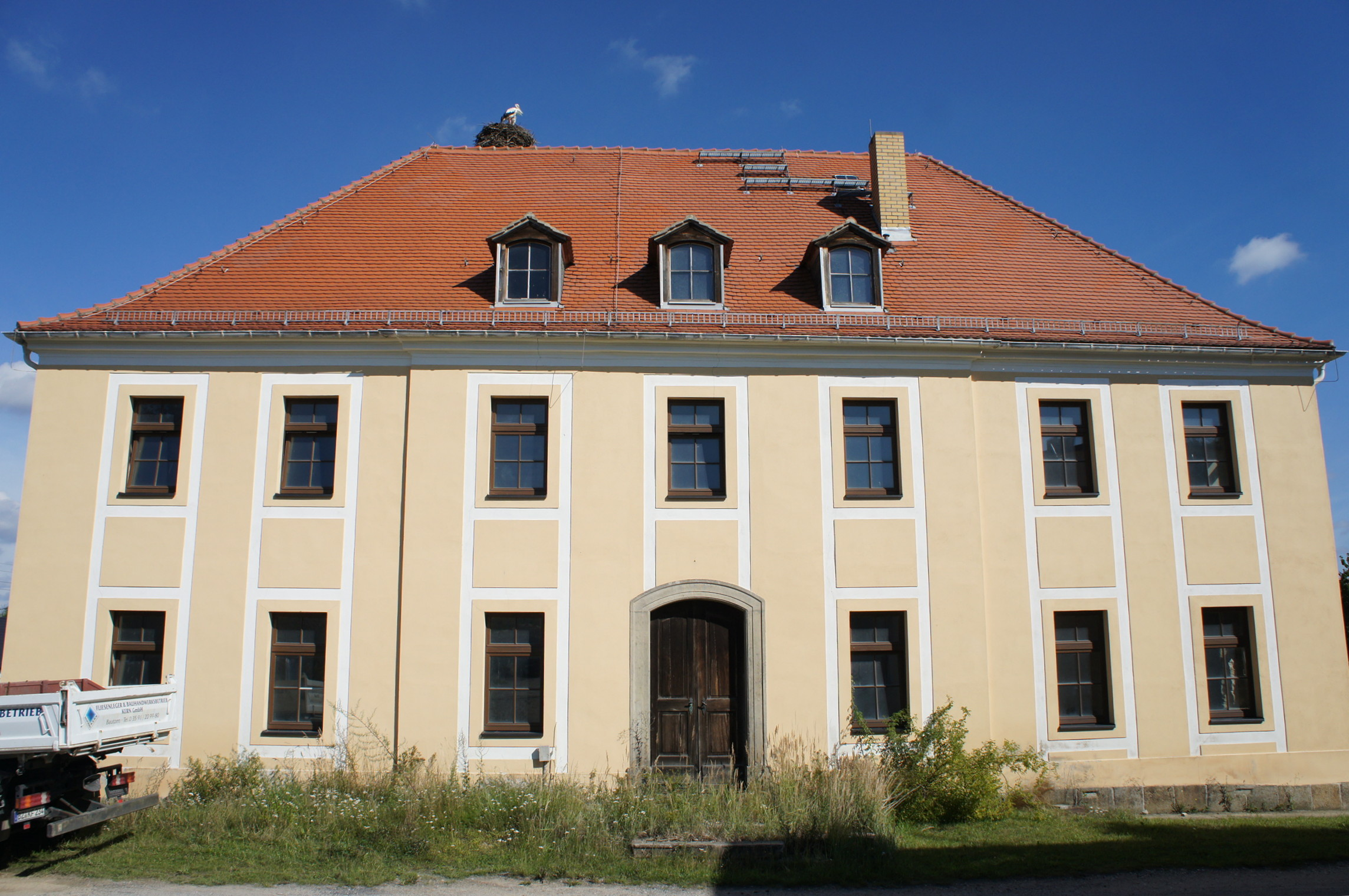
Rittergut Loga, 2011

Im östlichen Teil des Ortes, links der Straße nach Milkwitz, befindet sich die sogenannte „Logaer Schanze“, die Überreste einer der größten slawischen Burgwallanlagen in der Oberlausitz.
Erstmals urkundlich erwähnt wurde der Burgward Lagowe im Jahre 1226. Um den Herrensitz entwickelte sich die Siedlung, die als Gassendorf angelegt ist. 1510 war sie erstmals unter ihrem heutigen Namen verzeichnet. Bis ins 19. Jahrhundert stand der Ort unter der Grundherrschaft des hier ansässigen Rittergutes, das auch Anteile der Nachbarorte besaß.
Bis zum 1. April 1936 bildete Loga eine eigenständige Landgemeinde; dann wurde es nach Saritsch eingemeindet. Noch vor der Kreisreform 1994 wurde Loga zum 1. Juli 1993 nach Neschwitz umgegliedert.

## Bevölkerung
Für seine Statistik über die sorbische Bevölkerung in der Oberlausitz ermittelte Arnošt Muka in den achtziger Jahren des 19. Jahrhunderts eine Bevölkerungszahl von 171 Einwohnern; darunter waren 142 Sorben (83 %) und 29 Deutsche.
Im Jahr 1925 hatte Loga 190 Einwohner, davon waren 164 evangelischer Konfession (86 %).
Der Ort war seit dem 16. Jahrhundert evangelisch nach Göda gepfarrt, bevor er 1809 zur Kirchgemeinde Neschwitz kam.

## Infrastruktur
Loga ist über die Staatsstraße 107 (Göda – Radibor) mit der B 6 und der B 96 verbunden. Die nächste Anschlussstelle der A 4 ist Salzenforst, etwa sieben Kilometer südöstlich.